# 福田充徳
福田 充徳（ふくだ みつのり、1975年（昭和50年）8月11日 - ）は、日本のお笑いタレント。お笑いコンビ・チュートリアルのツッコミ担当。吉本興業所属。相方は徳井義実。
京都市左京区出身。身長174 cm、体重60 kg、血液型はO型。愛称は「福ちゃん」。既婚。

## 略歴
- 1998年3月[1]、幼稚園から高校、予備校・自動車教習所と大学以外は全て同じ学校に通っていた幼馴染の友人である徳井を誘い、「チュートリアル」を結成。同年5月にデビューした[1]。なお、徳井はNSC大阪校13期出身だが福田はNSCに通っておらず、大阪校19期及び東京校3期と同期扱いとされている[2]。
- 2006年、『M-1グランプリ』にて優勝を成し遂げる[1]。ちなみに福田はNSCへ入っていない吉本所属芸人の中で、M-1グランプリにて優勝した初の芸人となる[3]。
- 2011年1月10日に急性膵炎へ罹り入院。1月28日に退院した後もしばらく療養の末に激やせしたがその後は順調に回復、2月24日の『笑っていいとも!』（フジテレビ）より復帰している[4]。
- 2011年9月28日正午過ぎ、前輪のみブレーキを装備した自転車（ピストバイク）で世田谷区等々力の目黒通りを走行していたところ、警戒中の警視庁碑文谷署の署員に現認され、道路交通法違反（整備不良）で摘発されたが2011年10月28日、起訴猶予が確定した[5][6][7][8][9]。
- 2016年6月19日に一般女性と結婚。プロポーズの言葉は「今まで40年生きてきて、人生80年とするならば残り40年、あと残りの人生を一緒に生きていきましょう」。プロポーズの場には相方・徳井が婚姻届の見届け人として同席していた[10]。

## 人物
- 衆議院議員の山本朋広とは、京都府立北稜高等学校の同級生だった。
- かつては自身の顔のテカり具合や差し歯（仮歯）を着けていたことなどを周囲からイジられる機会が多かったが、差し歯はM-1優勝後に本歯に変え、また顔のテカりも年が経つに連れて目立たなくなり、更に上記の急性膵炎を発症して激やせした影響もあり、現在は一切テカりが無くなっている。後にテカりは、キャラを付けるためわざとベビーオイルやワセリンを塗っていたと明かした[11]。
- 徳井は男前芸人として知られているが、福田もかつて行われていた「よしもと男前ブサイクランキング」の「男前ランキング」では上位に入った経験がある（2008年度・5位、2009年度・6位）。ただし、2007年度には「ブサイクランキング」に15位でランクインしたこともある。
- プロ野球・読売ジャイアンツファン。
- 漫才を演じる際、福田は徳井の頭を叩かないよう気をつけていることを明かしている。その理由は「徳井のかっこいい姿が見たい」というファンのためで、ヘアスタイルが乱れるような箇所を避けて叩くことを心掛けている[12]。しかし後に、ラジオ『キョートリアル!』において徳井本人から本当は頭を叩いているのにと指摘され、その場のノリで言ってしまったと本人も認めている。
- 聞き上手であり[13]、特に有田哲平（くりぃむしちゅー）から評価されている[14]。『有田と週刊プロレスと』に聞き手として登場した回は各回とも非常に好評で[15]、それに引き続くYouTube『有田哲平のプロレス噺【お前有田だろ!!】』ではレギュラー出演している。

### バイク
- 自他共に認める「バイク芸人」として知られるほどのオートバイ好き[16]。2011年7月からはバイク雑誌『GOGGLE』（モーターマガジン社）で連載『FIRE BIKE IMPRESSION』をスタートさせ、毎号様々なバイクの試乗に挑戦している[17]。
- オートバイレースにも参戦経験があり、2013年1月13日には茨城県筑波サーキット内コース1000で行われたレン耐CBR250Rカップにおいて、ポールポジションからスタートした福田はスタート直後こそ出遅れ2位走行となったが、3周目には鋭いブレーキングでトップを奪い返し、そのまま後続に大差をつけて優勝した。福田自身、これがレース初優勝となった[18]。
- 2012年以降は日本テレビのMotoGP地上波放送において「自称：芸能界一のMotoGPマニア」として中継のレギュラー解説を担当しているが、好きすぎるが故ヒートアップすることも多々あり視聴者からは賛否両論。一推しのライダーはダニ・ペドロサで、中継内でも「福田一押しライダー」とテロップ表示されペドロサの活躍に一喜一憂していた（中継などで実際にペドロサと対面したこともある）。だがペドロサの引退後、彼の同郷の後輩であるマーベリック・ビニャーレスに乗り換えている。
- 2014年には川口オートレース場で不定期で開催される、スーパースポーツやオートレースバイクが混走して戦う「オーバルスーパーバトル」に参加。GP2レーサーやオートレーサーと対決し、ハンデこそあったものの無事に完走した[19]。
- ツーリングやサイクリングも趣味としている。所有バイクは、ホンダCBR1000RR・ホンダNSR250R・カワサキZRX1200・MVアグスタF4-750など10台。所有自転車はSCOTT・GIANT・GT・cannondale・LOUIS GARNEAU・GIOS。その中でCBR1000RRはM-1の優勝賞金で買ったものである。東京に引越す際には、室内にバイクを停車できる部屋を選んでいる。

### 酒
- かつてはかなりの辛党であり、自宅で酒を1人で呑むのを趣味[20]としていた。福田が自宅で晩酌する様子がDVD『チュートリアリズム』に特典映像として収録されたこともある。また、今田耕司や陣内智則といった多数の先輩によって酒癖が悪いことも語られている。人を誘わないのは「気を遣ったり遣われたりするのが嫌だから」で、1人でフランス料理を食べに行けるほど1人の行動には慣れているとのこと。酒好きが高じて2010年には「チュートリアル福田充徳の家呑みレシピ」という料理本を発売したこともある。
- 2006年のM-1グランプリ優勝直後は人気絶頂期であったが、その反面仕事に対して結果を残せない苛立ちから福田は当時「記憶がなくなるまで」酒を嗜まないと眠れず、酒浸りの日々を送っていた。しかし上記にもあるようにこの荒んだ生活が原因で2011年に急性膵炎を発症してしまい、医師からは食べることはおろか水一滴ですら摂取を禁じられるという入院生活を経験する。これが原因で体重は発症後ひと月で15キロも落ちたという。更にアルコールが原因で膵炎を発症するのは体質によるため、以降は禁酒、塩分や脂肪も厳密に制限されていることも明かしていた[21]。
- 現在は昔のように無茶な飲み方はしていないとはいえ、禁酒や酒量のセーブはしておらず2017年からは『ルミネ酒場放浪記』というお酒を呑みながらのイベントをルミネtheよしもとで定期的に開催しており、2020年7月には「チュートリアル福田・レイザーラモンRGの立ち飲み酒場」というイベントを開催した。

## 出演
単独出演作品を記載。コンビの出演歴についてはチュートリアルを参照。

### テレビ

#### ドラマ
- 乱歩R 第8話（読売テレビ、2003年3月1日） - 警備員 役
- 伊沢鉄工所（朝日放送、2003年3月22日）
- 恋っすか!?GO!GO!（毎日放送、2003年4月）
- ほーむめーかー（2004年4月 - 6月、TBS） - 田中博 役
- 無理な恋愛（2008年4月 - 6月、関西テレビ） - 水田一郎 役
- RESET（2009年1月15日、読売テレビ） - 福田充徳 役

#### ドキュメンタリー
- 天皇のディナー〜歴史を動かした美食〜 (2019年12月30日、NHK BSプレミアム) - 見習い料理人[22]

#### バラエティ・報道番組
現在
- よんチャンTV（2023年4月 - 、毎日放送）- 隔週木曜レギュラー
- 発信Live ジモトノチカラ!（2024年7月1日 - 、BSよしもと）- 月曜メインMC[23]

過去
- カキューン!! 仕切り屋F〜チュートリアル福田あしたのために〜（2011年3月24・31日、関西テレビ）
- 楽ごはん（2011年6月27日 - 7月3日、NHK Eテレ・ワンセグ2）
- タモリ倶楽部（テレビ朝日）不定期出演 - 主に料理回
- MotoGP（2012年 - 2014年、日本テレビ）- 地上波放送、副音声レギュラー解説。※現在はBSで放送している「速報!MotoGP」（BS日テレ・日テレジータス）には2024年現在も引き続き出演中
- 福ごはん（2018年4月14日 - 6月、BS-TBS）- MC
- 乃木坂46のザ・ドリー厶バイト!〜働き方改革!夢への挑戦!〜（2019年4月2日 - 2020年3月31日、フジテレビ）- MC
- あさパラS（2021年4月 - 2025年3月、読売テレビ）- 週替わりパネリスト
- ワシんとこ・ポスト（2022年3月 - 2023年6月、BSよしもと）- 水曜コメンテーター
- 脇役食材のバズレシピ（2023年4月8日 - 6月24日、ABCテレビ）

### ネット配信
- 有田と週刊プロレスと（シーズン1 5-8回、シーズン2 13-16回、21-25回、シーズン3 6-9回、Amazonプライム・ビデオ）
- 有田プロレスインターナショナル（1回-2回、12回-13回、16回-17回、Amazonプライム・ビデオ）

### 舞台
- 混頓 vol.4（2024年8月9日 - 11日、TOKYO FM HALL）[24]

### ライブイベント
- 悪い唇〜ゴシップについて語ろうか8〜（2009年10月20日）
- 武道館アイドル博2017（2017年5月6日、東京・日本武道館） - 総合MC[25]
- 武道館アイドル博2018〜1000人のアイドルと遊ぼう!〜（2018年8月13日、東京・日本武道館） - 総合MC
- 福田充徳のルミネ酒場放浪記（ルミネtheよしもと）

### DVD
- 「アメトーーク!DVD2」（ホテルアイビス芸人）

### 連載
- Hanako ママ web（2018年4月- チュートリアル福田の育児エッセイ）

### 書籍
- チュートリアル福田充徳の家呑みレシピ（2010年2月27日発売）

### YouTube
- RG MOTERCYCLE
- https://www.youtube.com/channel/UCX2GBY7RgpzF5GJxX1YcM7g 有田哲平のプロレス噺【オマエ有田だろ‼︎】